# 自然科學十人
自然科學十人（英語：Nature's 10）是科學雜誌《自然》每年評選出的十位科學界「重要人物」。被提名者或好或壞地對科學產生了重大影響。《自然》雜誌的記者和編輯人員認為被提名者「對世界產生了重大影響，或者他們在世界上的地位可能對科學產生了重要影響」。簡短的傳記介紹了當年一些最重要的發現和事件背後的人物。除了十大人物外，還列出下一年的五位「值得關注人物」。

## 歷年入選人

### 2011年
2011年获得者有：
1. 達里奧·奧特羅（Dario Autiero）：相對論挑戰者（Relativity challenger）
2. 莎拉·西格爾：星球探索者（Planet seeker）
3. 麗莎·P·傑克遜（英语：Lisa P. Jackson）：汙染警察（Pollution cop）
4. 伊萨姆·沙拉夫：科學革命者（Science revolutionary）
5. 德里克·斯塔佩尔：殞落之星（Fallen star）
6. 罗茜·雷德菲尔德：關鍵詢問者（Critical enquirer）
7. 丹妮卡·梅·卡馬喬（Danica May Camacho）：時代的孩子（Child of the times）
8. 麥克·拉蒙特（Mike Lamont）：希格斯力學裝置（The Higgs mechanic）
9. 兒玉龍彥：福島牛虻（Fukushima's gadfly）
10. 約翰·羅傑斯（John Rogers）：科技主管（Tech executive）

### 2012年
2012年获得者有：

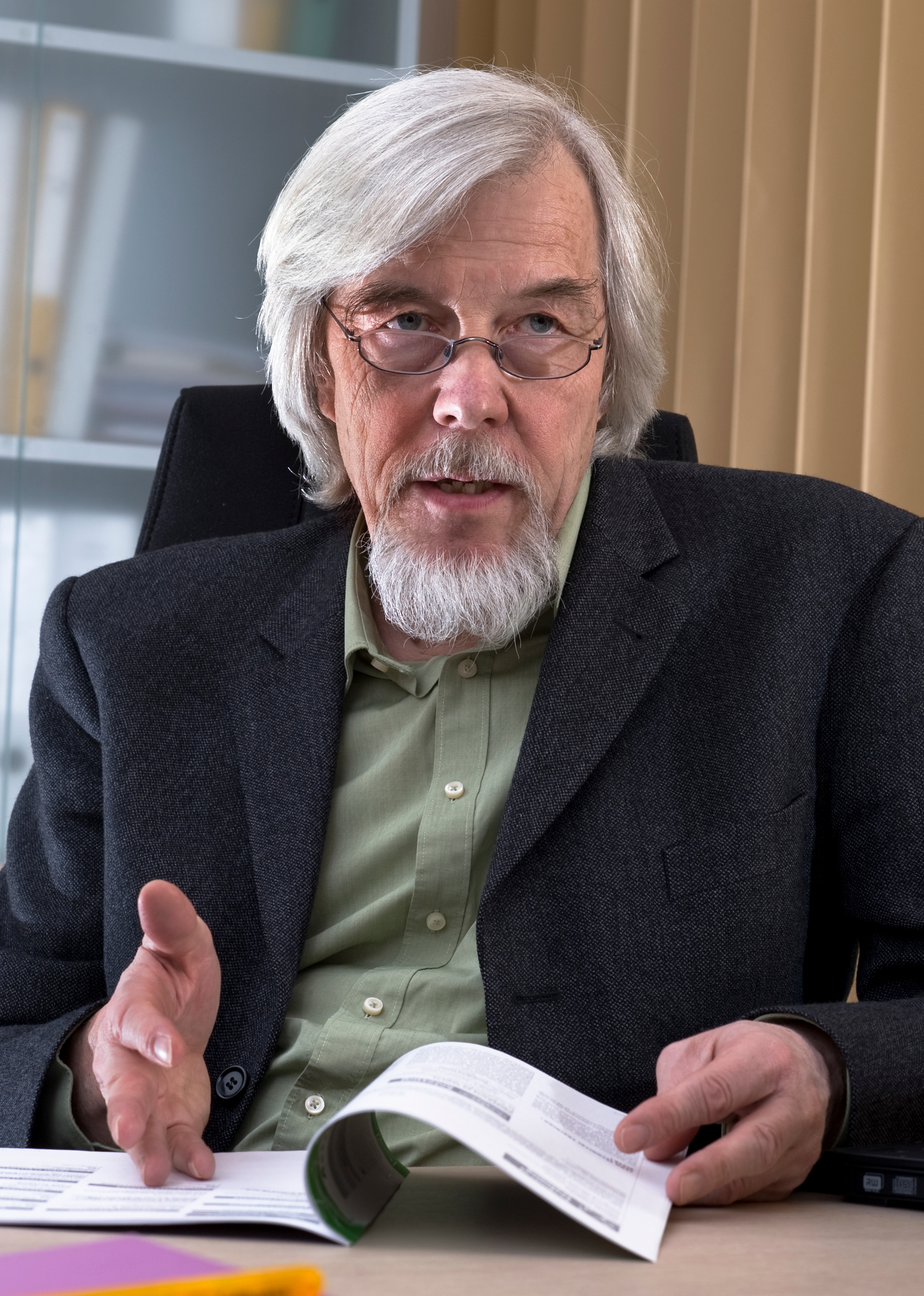
CERN的羅爾夫-迪特爾·霍耶爾因其对希格斯玻色子的研究而获得2012年提名

1. 羅爾夫-迪特爾·霍耶爾：希格斯外交官（The Higgs diplomat）
2. 辛西娅·罗森茨维格（英语：Cynthia Rosenzweig）：高譚市守護者（Guardian of Gotham）
3. 亚当·施特尔茨纳（英语：Adam Steltzner）：我們的火星夥伴（Our man on Mars）
4. 赛德里克·布朗潘（英语：Cédric Blanpain）：細胞追蹤者（Cell tracker）
5. 伊丽莎自·艾奥恩斯（英语：Elizabeth Iorns）：複製獵犬（Replication hound）
6. 王俊：基因組巨無霸（Genome juggernaut）
7. 乔·汉德尔斯曼（英语：Jo Handelsman）：偏差偵探（The bias detective）
8. 蒂莫西·高爾斯：不滿的種子（Seed of discontent）
9. 贝尔纳·贝尔纳迪尼斯（Bernardo De Bernardinis）：斷層線上（On the fault line）
10. 罗恩·傅希耶（Ron Fouchier）：流感鬥士（Flu fighter）

还列出了2013年值得关注的五人：
1. 安妮·格洛弗（英语：Anne Glover (biologist)），歐盟委員會首席科學顧問
2. 湯瑪斯·史托克（英语：Thomas Stocker），政府間氣候變化專門委員會（IPCC）委员
3. 克里斯·奧斯汀（Chris Austin），美國國家轉化科學促進中心
4. 揚·陶伯（Jan Tauber），欧洲空间局普朗克卫星计划负责人
5. 拉斐爾·尤斯特（英语：Rafael Yuste），纽约哥伦比亚大学教授

### 2013年
2013年获得者有：

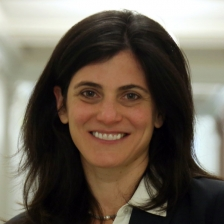
塔妮亞·西蒙切利因其在科學政策和基因專利方面的工作而獲得2013年提名

1. 張鋒：DNA總編輯（DNA's master editor）
2. 塔妮亞·西蒙切利（英语：Tania Simoncelli）：基因專利之敵（Gene patent foe）
3. 黛博拉·佩尔绍德：病毒勝利者（Viral victor）
4. 米歇爾·麥耶：尋找姐妹地球（In search of sister Earths）
5. 纳季罗夫·萨诺（Naderev Saño）：氣候良心（Climate conscience）
6. 维克托·格罗霍夫斯基（Viktor Grokhovsky）：隕石獵人（Meteorite hunter）
7. 陈化兰：流感前線偵探（Front-line flu sleuth）
8. 雪合来提·米塔利波夫：克隆主任（The cloning chief）
9. 凯瑟琳·克兰西（英语：Kathryn B. H. Clancy）：關注騷擾（An eye on harassment）
10. 亨利·西奈斯（英语：Henry Snaith）：太陽崇拜者（Sun worshipper）

还列出了2014年值得关注的五人：
1. 高橋政代，日本理化学研究所发育生物学中心科学家
2. 克里斯多福·菲爾德（英语：Christopher Field），政府間氣候變化專門委員會委员
3. 尚-皮埃爾·布吉尼翁（英语：Jean-Pierre Bourguignon），歐洲研究理事會（英语：European Research Council）（ERC）下任主席
4. 科普比利爾·拉達克里希南（英语：Koppillil Radhakrishnan），印度空间研究组织主席
5. 戈登·桑蓋拉（Gordon Sanghera），牛津奈米孔科技（英语：Oxford Nanopore Technologies）

### 2014年
2014年获得者有：

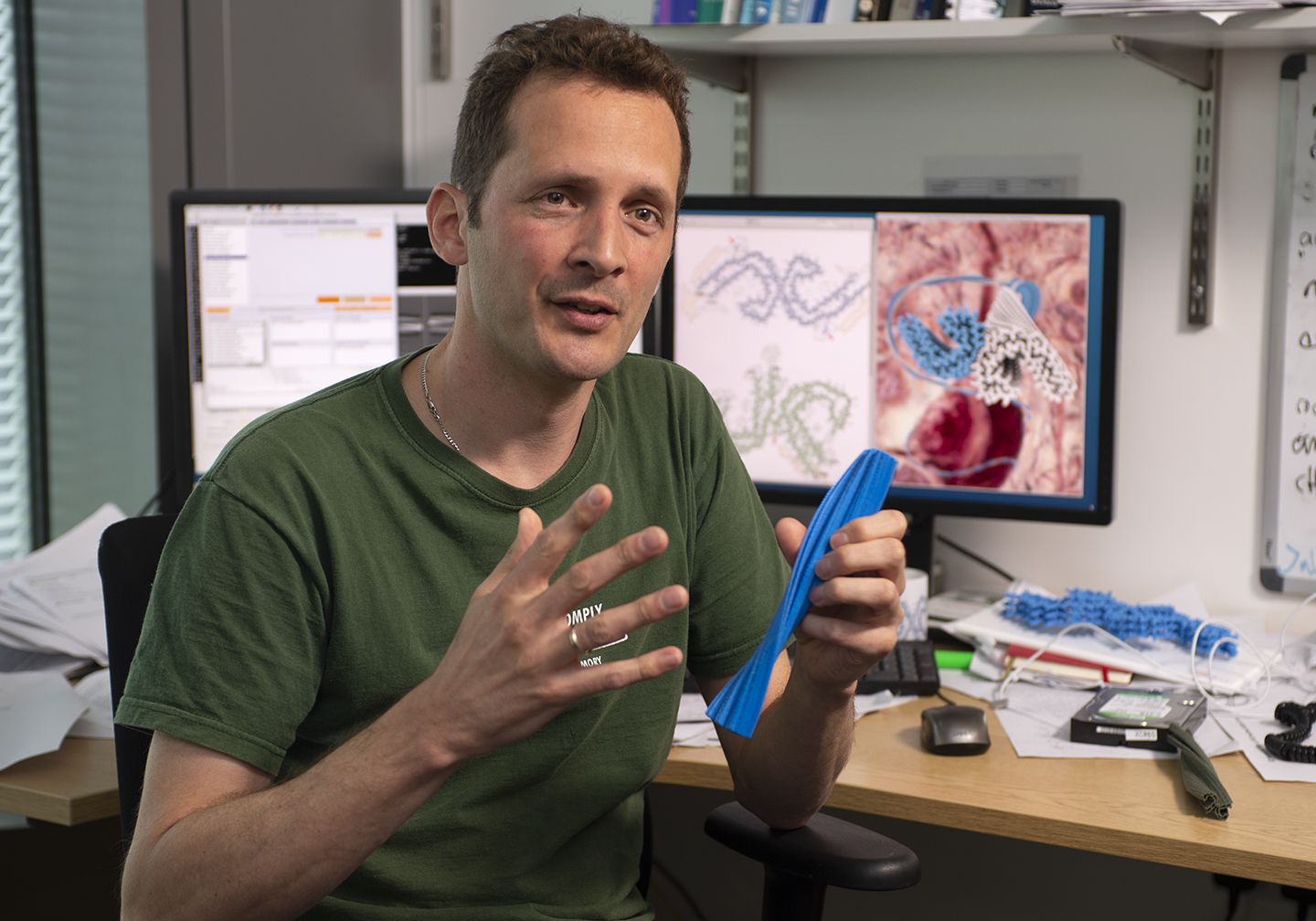
斯約爾斯·謝雷斯因其在低溫電子顯微鏡方面的工作而獲得2014年提名

1. 安德烈亞·阿科馬佐（Andrea Accomazzo）：彗星追逐者（Comet chaser）
2. 蘇珊·L·托帕利安（英语：Suzanne L. Topalian）：抗癌鬥士（Cancer combatant）
3. 拉迪卡·納帕爾（英语：Radhika Nagpal）：機器人製造者（Robot-maker）
4. 謝赫·奧馬爾·汗（英语：Sheik Umar Khan）：伊波拉醫生（Ebola doctor）
5. 戴维·斯佩格尔：宇宙懷疑者（Cosmic skeptic）
6. 瑪麗安·米爾札哈尼：表面探索者（Surface explorer）
7. 彼得·弗雷茲（英语：Pete Frates）：冰桶挑戰者（Ice-bucket challenger）
8. 科普比利爾·拉達克里希南（英语：K. Radhakrishnan）：火箭發射者（Rocket launcher）
9. 高橋政代：幹細胞測試者（Stem-cell tester）
10. 斯約爾斯·謝雷斯（英语：Sjors Scheres）：結構解算者（Structure solver）

还列出了2015年值得关注的五人：
1. 解振华，前国家环境保护总局局长
2. 阿兰·斯特恩，NASA新视野号任务的首席研究员
3. 廖滿嫦，無國界醫生（MSF）国际主席
4. 貝爾納·比戈特（英语：Bernard Bigot），被提名為国际热核聚变实验反应堆下一任總幹事
5. 里克·霍維茨（Rick Horwitz），艾倫細胞科學研究所執行主任

### 2015年

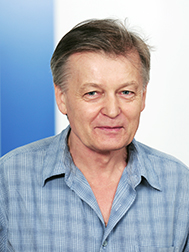
米哈伊爾·埃列梅茲因其在電阻與電導方面的研究成果而獲得2015年提名

2015年获得者有：
1. 克莉絲汀娜·菲格雷斯（英语：Christiana Figueres）：氣候衛士（Climate guardian）
2. 黃軍就：胚胎編輯者（Embryo editor）
3. 阿兰·斯特恩：冥王星獵人（Pluto hunter）
4. 鮑哲南：材料學大師（Master of materials）
5. 阿里·阿克巴爾·薩利希：核外交官（Nuclear diplomat）
6. 瓊·T·施梅爾茨（英语：Joan T. Schmelz）：婦女之聲（A voice for women）
7. 大卫·E·里奇：基因組考古學家（Genome archaeologist）
8. 米哈伊爾·埃列梅茲（英语：Mikhail Eremets）：超級導體（Super conductor）
9. 克莉絲緹娜·斯莫克（英语：Christina Smolke）：釀造革命（Fermenting revolution）
10. 布萊恩·諾塞克（英语：Brian Nosek）：偏差爆破者（Bias blaster）

还列出了2016年值得关注的五人：
1. 法比奥拉·吉亞諾提，CERN总干事
2. 加芙列拉·冈萨雷斯，LIGO科学团队发言人
3. 凱西·尼亞坎，弗朗西斯·克里克研究所（英语：Francis Crick Institute）幹細胞生物學家
4. 杰米斯·哈萨比斯，DeepMind共同创立者
5. 杨卫，中国国家自然科学基金委员会主任

### 2016年
2016年获得者有：

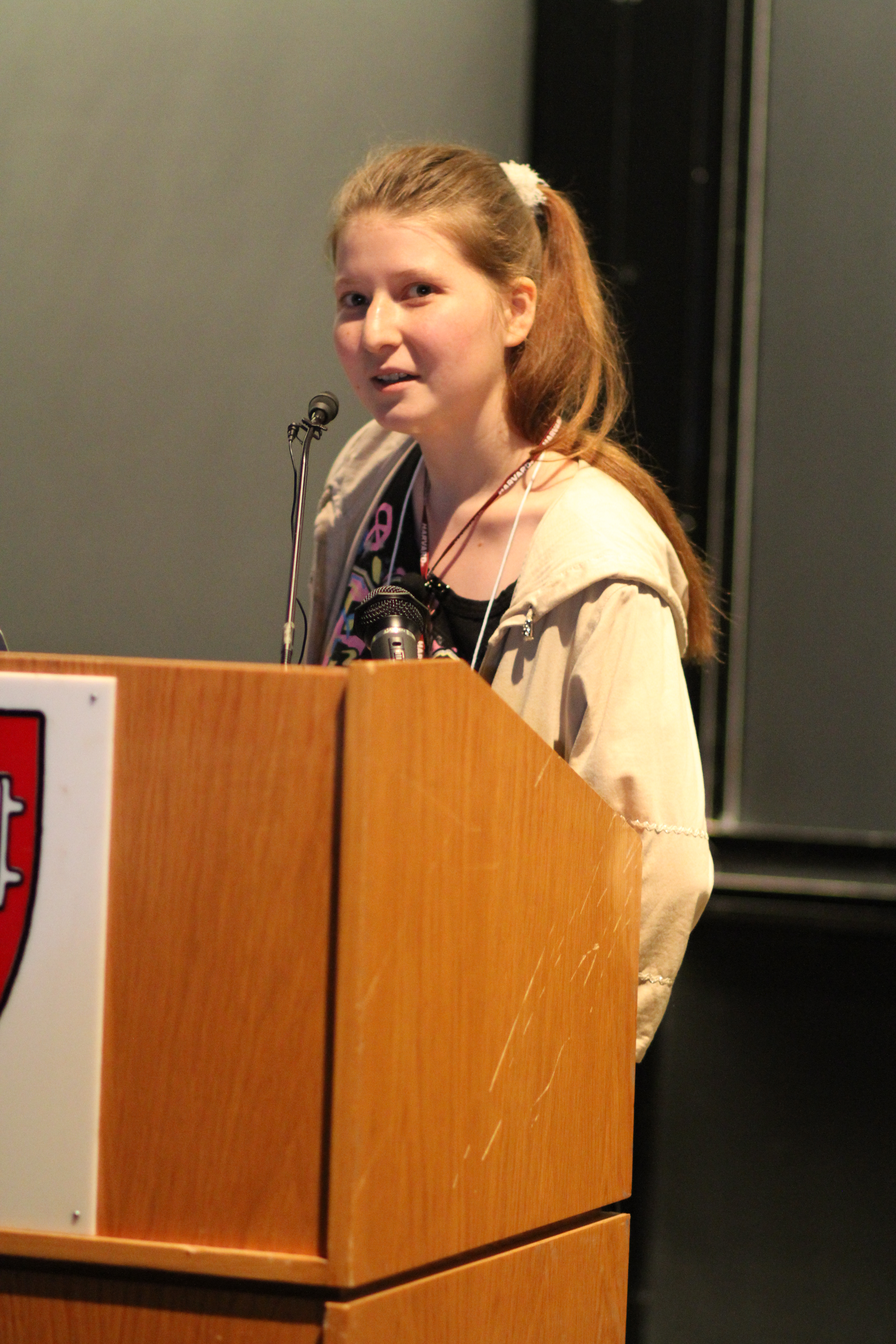
亞歷珊卓·艾爾巴金因开发Sci-Hub而获得2016年提名

1. 加芙列拉·冈萨雷斯：引力間諜（Gravity spy）
2. 杰米斯·哈萨比斯：心靈匠師（Mind crafter）
3. 泰瑞·休斯（英语：Terry Hughes (biologist)）：珊瑚礁哨兵（Reef sentinel）
4. 古斯·韋爾德斯（Guus Velders）：冷卻劑（Cooling agent）
5. 瑟琳娜·塔爾奇（英语：Celina Turchi）：茲卡偵探（Zika detective）
6. 亞歷珊卓·艾爾巴金：紙上海盜（Paper pirate）
7. 张进：生育叛逆者（Fertility rebel）
8. 凱文·M·埃斯韋爾特（英语：Kevin M. Esvelt）：基因編輯警示（CRISPR cautionary）
9. 古勒姆·安格拉達-伊斯庫德（英语：Guillem Anglada-Escudé）：行星獵人（Planet hunter）
10. 艾蓮娜·隆恩（英语：Elena Long）：多樣性先鋒（Diversity trailblazer）

还列出了2017年值得关注的五人：
1. 科妮莉亚·巴格曼，陈和扎克伯格基金会科学主管
2. 羅伯特·費登漢斯（Robert Feidenhans’l），歐洲XFEL主席
3. 杰夫·博伊科，人类基因组编写计划联合负责人
4. 吴伟仁，中国探月工程总设计师
5. 玛西娅·麦克纳特，美国国家科学院主席

### 2017年
2017年获得者有：

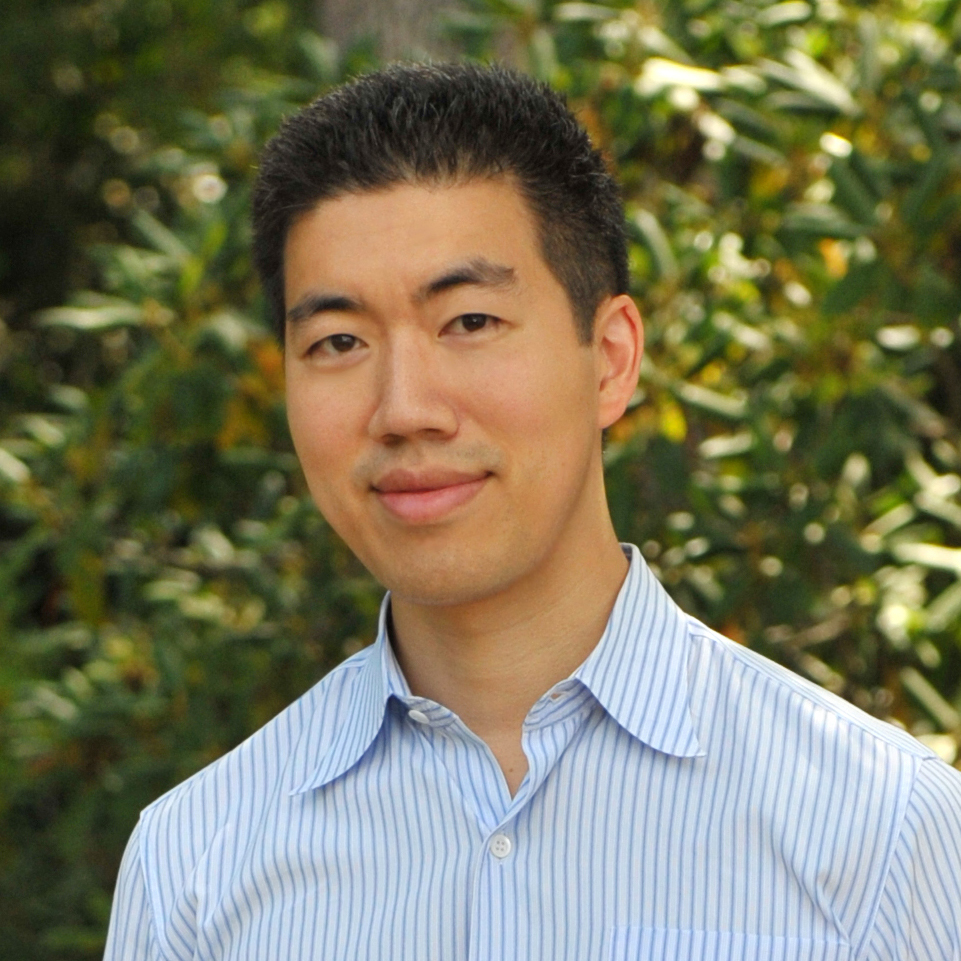
刘如谦因其在基因校正方面的工作而獲得2017年提名

1. 刘如谦：基因校正者（Gene corrector）
2. 瑪里卡·布朗切西（英语：Marica Branchesi）：合併製造商（Merger maker）
3. 艾米莉·懷特海德（Emily Whitehead）：活生生的見證（Living testimonial）
4. 史考特·普魯特：代理拆卸商（Agency dismantler）
5. 潘建偉：量子之父（Father of quantum）
6. 珍妮佛·伯恩（英语：Jennifer Byrne (research scientist)）：錯誤偵探（Error sleuth）
7. 拉西那·澤博（英语：Lassina Zerbo）：測試禁令追蹤者（Test-ban tracker）
8. 維克托·克魯茲-阿蒂安扎（Victor Cruz-Atienza）：地震追逐者（Quake chaser）
9. 安·奧利瓦西亞斯（英语：Ann Olivarius）：法律冠軍（Legal champion）
10. 哈立德·圖坎（英语：Khaled Toukan）：芝麻開門（Opening SESAME）

还列出了2018年值得关注的五人：
1. 肖內西·諾頓（Shaughnessy Naughton），314行動（英语：314 Action）主席
2. 馬克·沃爾波特（英语：Mark Walport），英國研究與創新機構（英语：UK Research and Innovation）（UKRI）執行長
3. 凱特·克勞福德（英语：Kate Crawford），AI Now研究所（英语：AI Now Institute）聯合創始人
4. 約翰·M·馬蒂尼斯（英语：John M. Martinis），Google量子计算机团队主任
5. 帕特里夏·埃斯皮諾薩（英语：Patricia Espinosa），联合国气候变化框架公约（UNFCC）执行秘书

### 2018年
2018年获得者有：

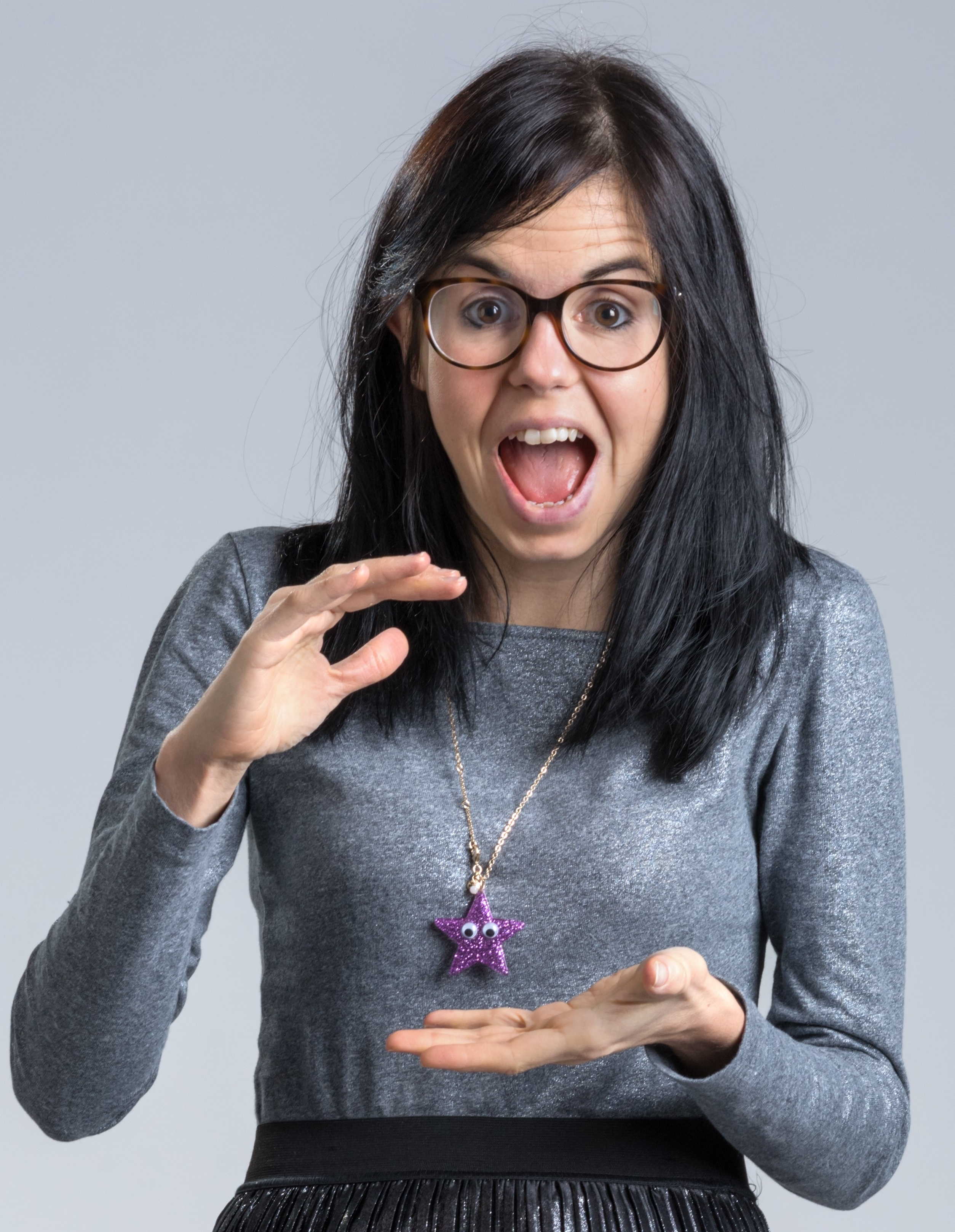
傑西·韋德因其作為多元化倡導者的工作而獲得2018年提名

1. 曹原：石墨烯鍛造者（Graphene wrangler）
2. 薇薇安·斯隆（英语：Viviane Slon）：人類史學家（Humanity's historian）
3. 賀建奎：基因編輯流氓（CRISPR rogue）
4. 傑西·韋德：多樣性冠軍（Diversity champion）
5. 法蕾莉·馬松-德爾莫特（英语：Valerie Masson-Delmotte）：地球監測者（Earth monitor）
6. 安東尼·布朗（英语：Anthony Brown (scientist)）：星圖繪製者（Star mapper）
7. 楊美盈：環境力量（Force for the environment）
8. 芭芭拉·蕾-凡特（英语：Barbara Rae-Venter）：DNA偵探（DNA detective）
9. 羅伯特-揚·斯米茨（英语：Robert-Jan Smits）：開放取用領導者（Open-access leader）
10. 吉川真：小行星獵人（Asteroid hunter）

还列出了2019年值得关注的五人：
1. 尚-雅克·穆延貝·唐凡（英语：Jean-Jacques Muyembe-Tamfum），刚果民主共和国国家生物医学研究所所长
2. 茱莉亞·奧爾森（英语：Our Children's Trust），朱莉安娜訴美國案（英语：Juliana v. United States）協理律師
3. 穆塔亞·瓦尼塔, 印度月船二号首席科学家
4. 毛拉·麦克劳克林，北美纳赫兹引力波天文台台长
5. 桑德拉·迪亞斯（英语：Sandra Díaz (ecologist)），生物多样性和生态系统服务政府间科学-政策平台（IPBES）领导人之一

### 2019年

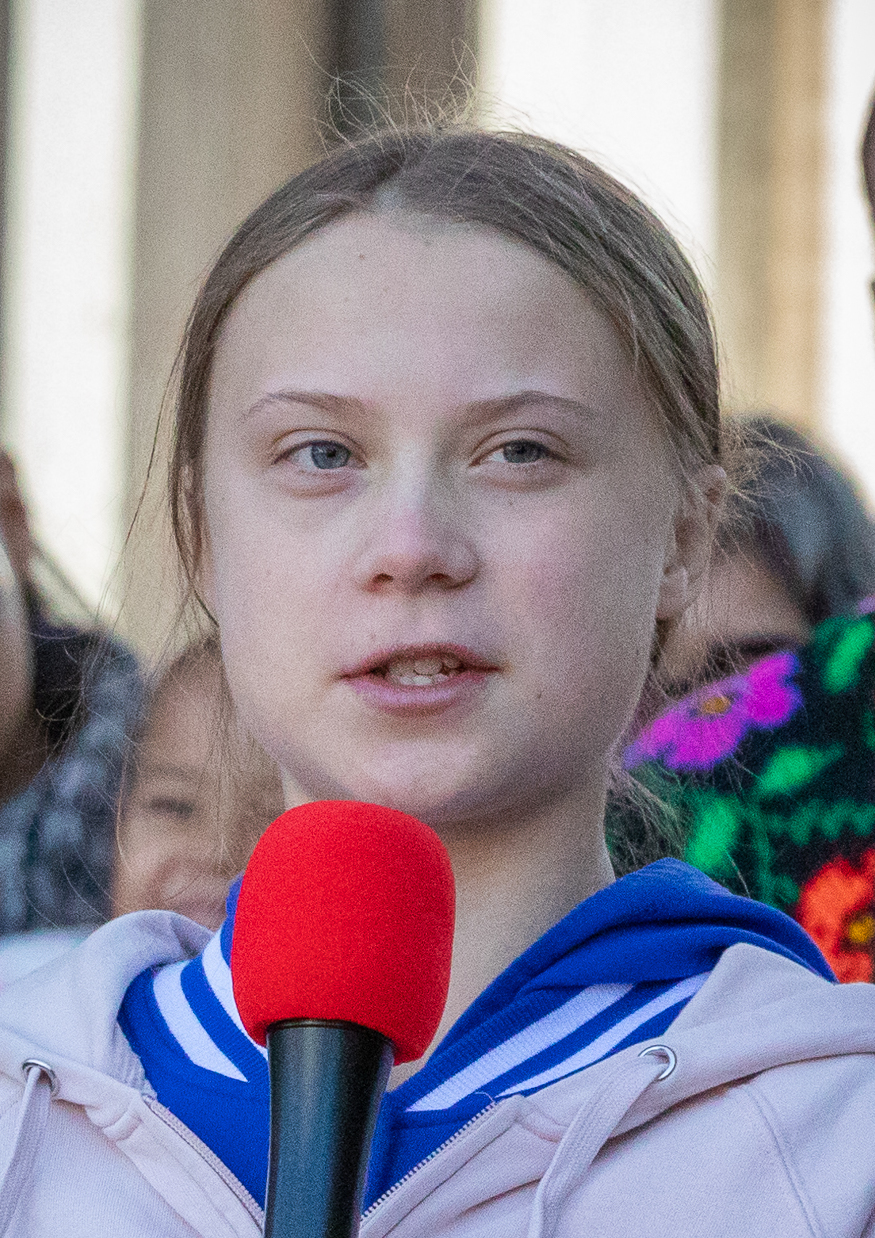
格蕾塔·通贝里因其氣候大罷課運動而獲得2019年提名

2019年获得者有：
1. 里卡多·加爾沃（英语：Ricardo Galvão）：科學捍衛者（Science defender）
2. 维多利亚·卡斯皮：空中偵探（Sky sleuth）
3. 內納德·塞斯唐（英语：Nenad Sestan）：不列顛重新啟動（Britain recove rebooter）
4. 桑德拉·迪亞斯（英语：Sandra Díaz (ecologist)）：生物多樣性衛士（Biodiversity guardian）
5. 尚-雅克·穆延貝·唐凡（英语：Jean-Jacques Muyembe-Tamfum）：伊波拉鬥士（Ebola fighter）
6. 約翰尼斯·海爾-塞拉西（英语：Yohannes Haile-Selassie）：尋源者（Origin seeker）
7. 溫蒂·羅傑斯（英语：Wendy Rogers (academic)）：移植倫理學家（Transplant ethicist）
8. 邓宏魁：基因編輯翻譯器（CRISPR translator）
9. 約翰·M·馬蒂尼斯（英语：John M. Martinis）：量子建構者（Quantum builder）
10. 格蕾塔·通贝里：氣候催化劑（Climate catalyst）

还列出了2020年值得关注的五人：
1. 安东尼奥·古特雷斯，联合国秘书长
2. 丹尼斯·雷布里科夫（Denis Rebrikov），莫斯科庫拉科夫國家婦產科和圍產醫學研究中心
3. 耿美玉，中國上海藥物研究所
4. 瑪麗亞·加布里埃爾，歐洲創新、研究、文化、教育和青年事務專員
5. 馬庫斯·雷克斯（Markus Rex），德國Alfred Wegener Institute（英语：Alfred Wegener Institute for Polar and Marine Research）

### 2020年
2020年获得者有：

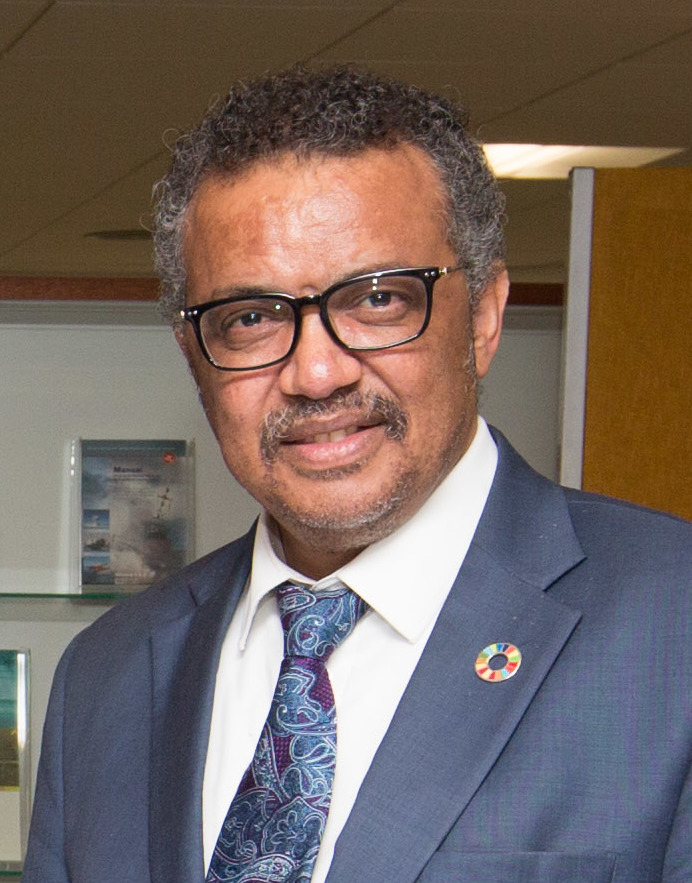
譚德賽因其作為世界衛生組織秘書長的工作而獲得2020年提名

1. 谭德塞：警告全世界（Warning the world）
2. 維雷娜·莫霍普特（Verena Mohaupt）：極地巡邏員（Polar patroller）
3. 岡薩羅·莫拉托里奧（Gonzalo Moratorio）：冠狀病毒獵人（Coronavirus hunter）
4. 阿迪·烏塔里尼（英语：Adi Utarini）：抗蚊指揮官（Mosquito commander）
5. 凱瑟琳·詹森（英语：Kathrin Jansen）：疫苗領袖（Vaccine leader）
6. 张永振：基因組共享者（Genome sharer）
7. 錢達·普雷斯科德·溫斯坦（英语：Chanda Prescod-Weinstein）：物理學力量（A force in physics）
8. 李兰娟：封鎖建築師（Lockdown architect）
9. 傑辛達·阿德恩：危機領袖（Crisis leader）
10. 安东尼·弗契：科學捍衛者（Science’s defender）

还列出了2021年值得关注的五人：
1. 瑪麗恩·庫普曼斯（英语：Marion Koopmans），荷蘭伊拉斯謨大學醫學中心（英语：Erasmus MC）
2. 张荣桥，中國國家航天局
3. 凱倫·米嘉（英语：Karen Miga），加州大學聖克魯茲分校
4. 羅謝爾·瓦倫斯基（英语：Rochelle Walensky），美國哈佛醫學院
5. 珍·格里夫斯（英语：Jane Greaves），英國卡迪夫大學

### 2021年

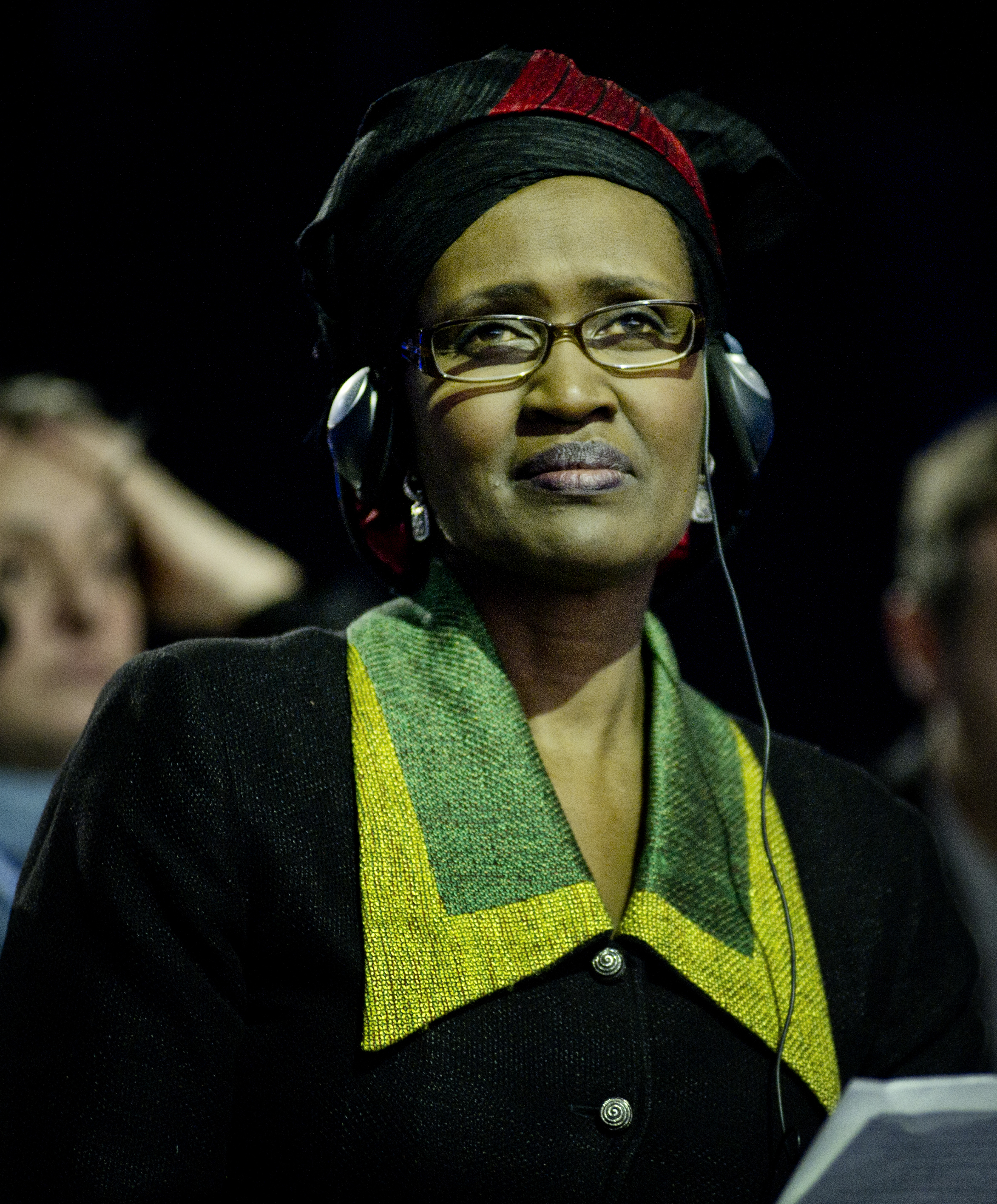
溫妮·比亞尼瑪因其在COVID-19疫苗公平性方面的工作獲得2021年提名

2021年获得者有：
1. 溫妮·比亞尼瑪（英语：Winnie Byanyima）：疫苗戰士（Vaccine warrior）
2. 弗里德里克·奧托（英语：Friederike Otto）：天氣偵探（Weather detective）
3. 张荣桥：火星探險家（Mars explorer）
4. 蒂姆尼特·格布鲁：AI倫理領袖（AI ethics leader）
5. 圖利奧·德·奧利維拉（英语：Tulio de Oliveira）：變體追蹤者（Variant tracker）
6. 约翰·江珀：蛋白質預測器（Protein predictor）
7. 維多利亞·陶莉-科普茲（英语：Victoria Tauli-Corpuz）：土著捍衛者（Indigenous defender）
8. 紀堯姆·卡巴納克（Guillaume Cabanac）：騙術偵探（Deception sleuth）
9. 梅根·卡爾（英语：Meaghan Kall）：COVID通訊器（COVID communicator）
10. 珍妮特·伍德考克（英语：Janet Woodcock）：藥品主管（Drug chief）

还列出了2022年值得关注的五人：
1. 奇克韋·埃克韋維（英语：Chikwe Ihekweazu），世界衛生組織大流行病和流行病情報中心（英语：WHO Hub for Pandemic and Epidemic Intelligence）
2. 珍·瑞比（英语：Jane Rigby），NASA戈達德太空飛行中心
3. 拉夫·達倫（Love Dalén），瑞典國家自然歷史博物館
4. 解振华，中國氣候變化事務特使
5. 格拉齊亞諾·維南佐尼（Graziano Venanzoni），義大利國家核物理研究所（英语：Istituto Nazionale di Fisica Nucleare）

### 2022年
2022年获得者有：
1. 珍·瑞比（英语：Jane Rigby (astrophysicist)）：天空獵人（Sky hunter）
2. 曹云龙：COVID預言者（COVID predictor）
3. 薩利穆爾·胡克（英语：Saleemul Huq）：氣候革命者（Climate revolutionary）
4. 斯維特拉娜·克拉科夫斯卡（英语：Svitlana Krakovska）：烏克蘭之聲（Voice for Ukraine）
5. 迪米·奧戈伊納：猴痘守望者（Monkeypox watchman）
6. 麗莎·麥科克爾（Lisa McCorkell）：长新冠工作者（Long-COVID advocate）
7. 戴安娜·格林·福斯特（Diana Greene Foster）：墮胎真相調查員（Abortion fact-finder）
8. 安东尼奥·古特雷斯：危機外交官（Crisis diplomat）
9. 穆罕默德·莫希丁（Muhammad Mohiuddin）：移植開拓者（Transplant trailblazer）
10. 阿隆德拉·納爾遜（英语：Alondra Nelson）：政策負責人（Policy principal）

还列出了2023年值得关注的五人：
1. 雪莉·雷曼，巴基斯坦氣候變化部長
2. 納拉坦比·卡萊賽爾維（Nallathamby Kalaiselvi），印度科學與工業研究理事會（英语：Council of Scientific and Industrial Research）
3. 孙春兰，中國共產黨
4. 芮妮·韋格辛（英语：Renee Wegrzyn），美國衛生高級研究計劃局
5. 安東尼·泰森（Anthony Tyson），加利福尼亞大學戴維斯分校

### 2023年
2023年获得者有：
1. 卡尔帕纳·卡拉哈斯提（英语：Kalpana Kalahasti）：奔向月球（To the Moon）
2. 玛丽娜·席尔瓦（英语：Marina Silva）：亚马孙守护者（Amazon protector）
3. 林克彥：再造生殖（Rewiring reproduction）
4. 安德里亞·克里徹：聚变点火手（Fusion igniter）
5. 埃莱尼·米里维利（英语：Eleni Myrivili）：高温报警员（Warming warden）
6. 伊爾亞·蘇茨克維：AI愿景家（AI visionary）
7. 詹姆斯·哈姆林（James Hamlin）：超导侦探（Superconductivity sleuth）
8. 斯韦特兰娜·莫伊索夫（英语：Svetlana Mojsov）：无名研发人（Unsung drug developer）
9. 哈利杜·廷托（英语：Halidou Tinto）：疟疾斗士（Malaria fighter）
10. 托马斯·鲍尔斯（Thomas Powles）：癌症探索者（Cancer explorer）

特别受奖者：
1. ChatGPT：福音與負擔？（Boon and burden?）

還列出了2024年值得關注的四人：
1. 莫妮卡·貝塔尼奧利（英语：Monica Bertagnolli），美國國家衛生院主任
2. 科林·沃特斯（Colin Waters）：人类世工作组（英语：Anthropocene Working Group）主席
3. 伊蘭·戈爾（英语：Ilan Gur）：英国高级研究和发明机构（英语：Advanced Research and Invention Agency）首席执行官
4. 穆罕默德·馬斯魯爾·阿拉姆（Muhammad Masroor Alam）：分子生物学家，巴基斯坦国立卫生研究院（英语：National Institute of Health, Islamabad）

### 2024年
2024年获得者有：
1. Ekkehard Peik：Father time
2. Kaitlin Kharas：公平薪酬倡导者
3. 李春来：月岩守护人
4. 安娜·阿巴金娜（英语：Anna Abalkina）：Fraud buster
5. 徐沪济：无畏医者
6. 穆罕默德·尤努斯：国家建设者
7. Placide Mbala：病毒猎手
8. Cordelia Bähr：气候斗士
9. Rémi Lam：AI天气侦探
10. 温迪·弗里德曼：宇宙游骑兵

還列出了2025年值得關注的3人：
1. 马克·汤姆森（英语：Mark Thomson (physicist)）：歐洲核子研究組織（CERN）下任总干事
2. 艾玛·霍德克罗夫特（英语：Emma Hodcroft）：Pathoplexus的建立者
3. 唐納·川普：美国当选总统